# Kononiwka (wieś w obwodzie czerkaskim)
Kononiwka (ukr. Кононівка) – wieś na Ukrainie, w obwodzie czerkaskim, w rejonie złotonoskim, w hromadzie Szramkiwka. W 2001 liczyła 841 mieszkańców, spośród których 827 wskazało jako ojczysty język ukraiński, 13 rosyjski, a 1 inny.